# Раштеттер, Сабрина
Сабрина Раштеттер (нем. Sabrina Rastetter); род. 20 апреля 1987, Карлсруэ, Баден-Вюртемберг), в браке — Шпулинг (нем. Spuling) — немецкая футболистка, нападающая и полузащитница.

## Биография
Воспитанница футбольного клуба «Карлсруэ». В 16 лет перешла во «Франкфурт» (бывший «Праунхайм»), в его составе стала финалисткой женского Кубка УЕФА 2003/04, сыграв на турнире один матч — 11 апреля 2004 года в полуфинале против «Мальмё». Также весной 2004 года сыграла 4 матча и забила 2 гола в Бундеслиге и стала серебряным призёром национального чемпионата.
Летом 2004 года перешла в российский клуб «Энергия» (Воронеж), по рекомендации игравшего тогда в «Карлсруэ» Ивана Саенко-младшего. По итогам сезона стала бронзовым призёром чемпионата России. В Кубке УЕФА 2004/05 отличилась хет-триком в ворота казахского клуба «Алма-КТЖ», а в четвертьфинале забила гол в ворота сильнейшего клуба Германии «Турбине». По окончании сезона 2004 года «Энергия» покинула высшую лигу по финансовым причинам, и вскоре футболистка вернулась на родину.
В сезоне 2005/06 выступала во второй Бундеслиге за «Саарбрюккен», а затем до конца карьеры играла на региональном уровне за «Карлсруэ».
Была основным игроком юниорской сборной Германии (до 17 лет), провела 25 матчей и забила 8 голов. Однако после перехода в Россию потеряла место в сборной.
После окончания игровой карьеры вышла замуж, фамилия в браке — Шпулинг. Некоторое время сотрудничала с воронежским клубом в качестве агента.